# Dolichopus atripes
Dolichopus atripes är en tvåvingeart som beskrevs av Johann Wilhelm Meigen 1824. Dolichopus atripes ingår i släktet Dolichopus och familjen styltflugor. Enligt den finländska rödlistan är arten otillräckligt studerad i Finland. Arten är reproducerande i Sverige. Artens livsmiljö är öppna, mineralfattiga myrar. Inga underarter finns listade i Catalogue of Life.